# Martina Fernández
Martina Fernández (Ordis, 1 oktober 2004) is een voetbalspeelster uit Spanje. Ze speelt als verdediger voor Everton FC in de Super League.

## Clubcarrière
Fernández begon op jonge leeftijd als tennisster, maar voelde toch meer voor voetbal. Ze begon met voetballen in Borrassà. Fernández voegde zich bij een trainingssessie met het jongensteam. Voor drie jaar speelde ze daar totdat ze de overstap maakte naar Girona FC. Fernández speelde twee jaar voor het B-team van Girona FC.
In 2018 voegde Fernández zich bij de jeugdopleiding van FC Barcelona. In het eerste halfjaar bleef Fernández bij haar familie in Ordis en reisde ze samen met ploeggenoten dagelijks met de trein heen en weer. Vervolgens verbleef Fernández op een school in Barcelona, maar de Coronapandemie zorgde ervoor dat ze toch weer terug naar Ordis moest. Later zou ze samen met haar zus terugkeren naar Barcelona. Toen de club het Oriol Tort Trainingscentrum opende in La Masia, kreeg Fernández een van de negen plaatsen voor studerende jeugdspeelsters.
In februari 2022 speelde Fernández haar eerste wedstrijd in de hoofdmacht van FC Barcelona. Ze werd een van de jongste debutanten ooit voor FC Barcelona. Fernández kwam in het seizoen 2021/22 en het seizoen 2022/23 tot vijf optredens voor Barcelona in de Primera División Femenina en de Copa de la Reina. In het seizoen 2023/24 kreeg Fernández een vaste plek in de eerste selectie van FC Barcelona en speelde ze door het drukke programma en blessureleed bij andere speelsters veel wedstrijden in de basis als centrale verdedigster. Op 13 december 2023 maakte Fernández haar debuut in de UEFA Women's Champions League in een wedstrijd tegen FC Rosengård. In deze wedstrijd maakte ze in de 92ste minuut ook haar eerste doelpunt voor FC Barcelona.
Op 4 januari 2025 tekende Fernández een huurcontract tot het einde van het seizoen 2024/25 bij het Engelse Everton WFC, actief in de FA Women's Super League. In juli 2025 maakte ze voor een transfersom de definitieve overstap naar Everton.

## Statistieken
| Seizoen | Club         | Competitie                | Competitie | Competitie | Beker | Beker | Overig | Overig | Totaal | Totaal |
| Seizoen | Club         | Competitie                | Wed.       | Dlp.       | Wed.  | Dlp.  | Wed.   | Dlp.   | Wed.   | Dlp.   |
| ------- | ------------ | ------------------------- | ---------- | ---------- | ----- | ----- | ------ | ------ | ------ | ------ |
| 2021/22 | FC Barcelona | Primera División Femenina | 1          | 0          | 1     | 0     | 0      | 0      | 2      | 0      |
| 2022/23 | FC Barcelona | Primera División Femenina | 3          | 0          | 0     | 0     | 0      | 0      | 3      | 0      |
| 2023/24 | FC Barcelona | Primera División Femenina | 15         | 1          | 2     | 0     | 5      | 1      | 21     | 2      |
| 2024/25 | FC Barcelona | Primera División Femenina | 2          | 0          | 0     | 0     | 0      | 0      | 2      | 0      |
| 2024/25 | Everton WFC  | Super League              | 12         | 0          | 2     | 0     | 0      | 0      | 14     | 0      |
| 2025/26 | Everton WFC  | Super League              | 0          | 0          | 0     | 0     | 0      | 0      | 0      | 0      |
| Totaal  | Totaal       | Totaal                    | 33         | 1          | 6     | 1     | 5      | 1      | 44     | 3      |

Bijgewerkt t/m 19 juli 2025.

## Interlandcarrière
In oktober 2021 werd Fernández voor het eerst opgeroepen voor Spanje onder 19, maar haalde ze de uiteindelijk selectie niet. Op 9 november 2022 maakte ze haar eerste interlanddoelpunt in een wedstrijd tegen de leeftijdsgenoten van Tsjechië. In 2022 en 2023 werd Fernández met Spanje onder 19 Europees kampioen op het EK 2022 en EK 2023.
Op 30 november 2023 maakte Fernández haar debuut voor Spanje onder 23 in een vriendschappelijke wedstrijd tegen de leeftijdsgenoten van Zweden.